# 失敗学
失敗学（しっぱいがく）または失敗工学とは、事故や失敗が発生した原因を解明し、（将来）経済的な打撃をもたらしたり人命に関わるような重大な事故や失敗が起きることを未然に防ぐための方策を追求する学問。
失敗の原因を究明し、同じ愚を繰り返さないようにするためにはどうすればよいか、という方策を追求・探求する学問であり、さらに、こうして得られた知識を社会に広めることで似たような失敗を起こさないための方策も探求する学問である。
以下3点が失敗学の核となる。
- 原因究明 (CA: Cause Analysis)
- 失敗防止 (FP: Failure Prevention)
- 知識配布 (KD: Knowledge Distribution)

提唱者は(失敗学のすすめ) 著者・畑村洋太郎。「失敗学」という命名をしたのは立花隆。畑村を会長に、特定非営利活動法人・失敗学会が2002年に設立された。
安全工学などとも関係しはするが、工学的要素ばかりに限定して着目してそれに凝り固まるのではなく、さらに広く、人間の人間的な側面、人間の組織の問題なども含めて総合的に分析し、経営的・社会的な方策も含めて提示し、問題の再発を防止するための学問である。

## 失敗の種類
失敗の種類は、大きく次の3つに分けられる。
1. 織り込み済みの失敗。ある程度の損害やデメリットは承知の上での失敗。
2. 結果としての失敗。果敢なトライアルの結果としての失敗。
3. 回避可能であった失敗。ヒューマンエラーでの失敗。

1. と2. の失敗は、「失敗は成功の元」となり得る失敗である。また、この2つの失敗については、状況・結果などがある程度予測できたり、経験からくる的確な判断で対処したりすることができる。
3. の失敗は、失敗からさらなる悪循環が生まれる失敗である。予想しておけば回避可能であったにもかかわらず、予想をしていなかったためにパニックに陥り、ますます、状況を悪くしてしまう。